# Witalij Łagutienko
Witalij Pawłowicz Łagutienko (ros. Виталий Павлович Лагутенко, ur. 1904 w Mohylewie, zm. 1969 w Moskwie) – radziecki inżynier i architekt.

## Życiorys
Od 1921 mieszkał w Moskwie, gdzie pracował jako starszy technik na budowie Kazańskiego Węzła Kolejowego, w 1931 ukończył studia na Wydziale Budowlanym Moskiewskiego Instytutu Inżynierów Transportu, po czym został inżynierem warsztatu Szczusiewa przy Radzie Moskiewskiej. Podczas wojny ZSRR z Niemcami pracował przy sztabie lokalnej obrony przeciwlotniczej, konstruując systemy maskowania obiektów specjalnego przeznaczenia, a także przy odbudowywaniu zniszczonych przez bombardowania budynków użyteczności publicznej. Po wojnie został kierownikiem 1 warsztatu Mosprojektu, zajmując się projektowaniem budynków mieszkalnych w Moskwie. W tamtym okresie władze postawiły przed budowniczymi zadanie tworzenia możliwie najtańszych budynków mieszkalnych tworzonych według technologii pozwalającej na szybką i masową budowę. Jego pierwsze eksperymentalne projekty z 1947, opracowane wspólnie z Michaiłem Posochinem, były 8-kondygnacyjnymi budynkami wykorzystującymi konstrukcję szkieletową z betonowego prefabrykatu. W 1949 został głównym inżynierem Instytutu Naukowo-Badawczego Mosprojektu, a w 1956 szefem Zarządu Planowania Architektonicznego Miasta Moskwy. Projektował głównie tanie masowe domy z oddzielnymi mieszkaniami dla każdej rodziny. Specjalnie dla stawiania tych domów zorganizował uruchomiony 31 maja 1961 kombinat prefabrykacji i budowy domów DSK-1. W 1957 został członkiem korespondentem Akademii Budownictwa i Architektury. Od 1950 do 1962 był deputowanym Rady Miejskiej Moskwy. Napisał dwie książki o wielkopłytowym budownictwie mieszkaniowym. W 1961 został wyznaczony kierownikiem biura konstruktorskiego wielkopłytowego i szkieletowo-chodnikowego budownictwa mieszkaniowego z cienkościennych elementów żelazobetonowych przy Moskiewskim Naukowo-Badawczym Instytucie Typologii i Projektowania Eksperymentalnego. Wówczas rozpoczął tworzenie serii budynków mieszkalnych K-7, które stały się później rozpoznawalnym symbolem chruszczowki. Pracował do śmierci w 1969. Został pochowany na Cmentarzu Wagańkowskim.

## Odznaczenia
- Medal Sierp i Młot Bohatera Pracy Socjalistycznej (28 stycznia 1960)
- Order Lenina (28 stycznia 1960)
- Order Wojny Ojczyźnianej II klasy (6 września 1947)
- Order Czerwonego Sztandaru Pracy (1 lutego 1957)

I medale.